# Annie Oakley (1894)
Annie Oakley is een Amerikaanse stomme film uit 1894. De film werd gemaakt door de Edison Manufacturing Company en geregisseerd door William K. L. Dickson.
De film toont de Amerikaanse scherpschutter Annie Oakley, bekend van de Buffalo Bill's Wild West Shows. Ze raakt met haar geweer eerst zes doelen op een bord aan de andere kant van het podium. Vervolgens gooit haar assistent kleiduiven in de lucht die ze een voor een boven zijn hoofd uit de lucht schiet.